# ダーククリスタル: エイジ・オブ・レジスタンス
『ダーククリスタル: エイジ・オブ・レジスタンス』（The Dark Crystal: Age of Resistance）は、Netflixによりイギリスで製作されたアメリカ合衆国のダークファンタジー人形劇であり、1982年の映画『ダーククリスタル』の前日譚である。

## 概要
シリーズは10話からなり、2019年8月30日に配信された。全話の監督をルイ・レテリエが務める。『ダーククリスタル』を製作したジム・ヘンソンの設立したThe Jim Henson Companyが製作し、ヘンソンの娘のリサ・ヘンソンが製作総指揮を務めている。マペットに加えてCGが用いられている。
シーズン1を持って打ち切られた。

## あらすじ
惑星トラは1000年以上スケクシス族に支配され、7つのクランに分かれたゲルフリン族が彼らに仕えていた。スケクシス族は長年の間、オーグラに委ねられた"真のクリスタル"から生命力を得て寿命を伸ばしてきたが、これに陰りが見え、クリスタルの汚染から広がる"闇の力"は地上に災厄を広める。
クリスタル城の護衛を務めていたリアンは、同僚のミラがスケクシスにエキスを吸い取られて殺されるのを目撃したことでお尋ね者となり、ブレアは幻視と記号の秘密を探し求め、ディートは"聖なる木"の助言で地上に出る。久しぶりに目覚めたオーグラは、三人にトラを救うためにスケクシスを倒すよう呼びかける。スケクシスに対する反乱を巡ってゲルフリンの七つのクランの団結は失われる。
三人は"太陽の輪"に隠棲する仲間外れのスケクシスとミスティックに会ってトラの秘密の歴史を学び、ゲルフリンを団結させてスケクシスと戦うよう求められる。スケクシスは奴隷として仕えてきたゲルフリンを見限り、蜘蛛のごときアラシムを使って倒し、寿命を伸ばすエキスの供給源にしようとする。だがスケクシスに騙されていたことに気づいたアラシムはゲルフリンとの同盟を選ぶ。
リアンが団結させたゲルフリンの全クランとアラシム、そしてディートが"聖なる木"から得た力の前にスケクシスは敗れて撤退する。ディートは自分の力を恐れて去り、ブレアはクリスタルの欠片を見つける。だがスケクシスは忠実で恐るべき兵士ガーシムの創作に成功する。

## 登場キャラクターと声優
種々の日本語名称はNetflix字幕版に準拠する。映画『ダーククリスタル』とは若干の相違がある。

### メイン
- リアン: タロン・エジャトン(原語版)、鈴木達央(日本語吹替)[5]

ゲルフリンの戦士種族ストーンウッド・クラン出身でクリスタル城の護衛。隊長のオードンの息子
- ブレア : アニャ・テイラー＝ジョイ(原語版)、伊藤静(日本語吹替)[5]

ゲルフリンの指導的種族ヴァプラ・クランの王女
- ディート : ナタリー・エマニュエル(原語版)、東山奈央(日本語吹替)[5]

ゲルフリンの地下居住種族グロッタン・クランの動物愛護者
- オーグラ : ドナ・キンボール(原語版)、八百屋杏(日本語吹替)[5]

惑星トラの具現にして天体観測者

### リカーリング

#### ゲルフリン族
- オルモードラ (モードラ・メイリン) : ヘレナ・ボナム＝カーター(原語版)、くわばらあきら(日本語吹替)

全ゲルフリンのクランを指導するヴァプラ・クランの指導者にして、セラドン、タヴラ、ブレアの母
- セラドン : ググ・バサ＝ロー(原語版)、塙真奈美(日本語吹替)

ブレアの長姉、王女
- タヴラ : カトリーナ・バルフ(原語版)

ブレアの次姉にして戦士、王女
- 司書 : トビー・ジョーンズ(原語版)、越後屋コースケ(日本語吹替)

ヴァプラのシタデルの図書館で働く
- ミラ : アリシア・ヴィキャンデル(原語版)

ヴァプラ・クラン出身でクリスタル城の護衛、リアンのガールフレンド
- オードン : マーク・ストロング(原語版)、ボルケーノ太田(日本語吹替)

ストーンウッド・クラン出身のクリスタル城の護衛隊長、リアンの父
- ガージン : ハリス・ディキンソン(原語版)、露崎亘(日本語吹替)

ドレンチェン・クラン出身のクリスタル城の護衛、リアンの親友
- ナイア :　ハナ・ジョン＝カーメン(原語版)、濱口綾乃(日本語吹替)

ドレンチェン・クランの一員でガージンの妹
- カディア : エディー・イザード(原語版)

シファ・クランの長老
- オニカ : ナタリー・ドーマー(原語版)

シファ・クランの一員、カディアの弟子
- モードラ・ファラ : レナ・ヘディ(原語版)、さいとうよしえ(日本語吹替)[6]

ストーンウッド・クランの指導者
- モードラ・アーゴット : ルイス・ゴールド（英語版）(原語版)、塙英子(日本語吹替)

グロッタン・クランの指導者
- カイラン : シャザド・ラティフ（英語版）、広瀬裕也(日本語吹替)

スプライトン・クランの一員
- レキーア : テオ・ジェームズ 、ボルケーノ太田(日本語吹替)

砂漠の種族ドゥーサン・クランの一員

#### スケクシス族
- 皇帝(スケク・ソ) : ジェイソン・アイザックス (原語版)、広瀬彰勇(日本語吹替)[5]

スケクシス族の長にして惑星トラの支配者
- 侍従長(スケク・シル) : サイモン・ペグ(原語版)、深増祐一(日本語吹替)[5]

皇帝の補佐
- 徴税官(スケク・ラク) : オークワフィナ(原語版)、天野真実(日本語吹替)

ゲルフリンから貢納を集める
- 将軍(スケク・ヴァー) : ベネディクト・ウォン(原語版)

皇帝に最も忠実であり、スピッター(アラシム)の軍を率いる
- 美食家(スケク・アユク) : ハーヴェイ・ファイアスタイン(原語版)、中西正樹(日本語吹替)

宴会を指揮する
- 征服者/異端者(スケク・グラ) : アンディ・サムバーグ(原語版)

他のスケクシスに同調せず、片割れのミスティックであるさまよい人と住む
- 狩人(スケク・マル) : ラルフ・アイネソン(原語版)

仮面をつけ、最も残酷で追跡にたけたスケクシス
- 装飾師 (スケク・エクト) : Alice Dinnean(原語版)、長谷川暖(日本語吹替)

装飾品を司る
- 司祭 (スケク・ゾク) : キーガン＝マイケル・キー(原語版)

太陽の儀式を司る
- 科学者 (スケク・テク) : マーク・ハミル(原語版)、松川裕輝(日本語吹替)

オーグラの古い知己であり、クリスタルを邪悪な実験に使う
- 記録官 (スケク・オク) : Neil Sterenberg(原語版)、越後屋コースケ(日本語吹替)

クリスタル城の図書館の司書

#### その他
- 聖なる木 : Theo Ogundipe(原語版)

グロッタン・クランの住む洞窟から生えて地上に伸び、まれに人に話しかける木
- 神話の語り手 : シガニー・ウィーバー(原語版)
- ハップ : Victor Yerrid(原語版)、陶山章央(日本語吹替)[5]

ディートの友人となるポドリン族
- バフィ : デーヴ・ゲルツ

眼帯をつけたフィズギグ
- 弓使い(ウル・ヴァ) : オラフル・ダッリ・オラフソン

狩人の片割れのミスティック
- さまよい人（ウル・ゴー) : ビル・ヘイダー

片割れである征服者とともに住むミスティック、

## エピソード
| 通算 話数 | タイトル                                                  | 監督           | 脚本                             | 公開日        |
| --- | --------------------------------------------------------- | -------------- | -------------------------------- | ------------- |
| 1 | "終わりも始まりも同じこと" "End. Begin. All the Same."    | ルイ・レテリエ | Jeffrey Addiss & Will Matthews   | 2019年8月30日 |
| スケクシス族が生命力を引き出して来た"真のクリスタル"には衰えが見られ、"闇の力"と呼ばれる汚染が惑星トラに広がる。科学者がクリスタルの力を逆転させる方法を見つけ、護衛のリアンの目の前でガールフレンドのミラから生命のエキスを抜き取って殺し、得られた強い生命力をスケクシスが飲み干す。スケクシスの記録官と徴税官が奉納式のためにゲルフリンのヴァプラ・クランの本拠ハラールを訪れ、彼らに会った王女ブレアは後にオーグラの幻視を見る。ディートは"聖なる木"に"闇の力"のことを聞き、地上に出る。 |                                                           |                |                                  |               |
| 2 | "一体どうすれば" "Nothing Is Simple Anymore"              | ルイ・レテリエ | J.M. Lee                         | 2019年8月30日 |
| オーグラが数十年ぶりに目覚め、トラの危機に気づき、クリスタルを委ねたスケクシスに会いに行く。侍従長はミラ殺しの秘密を守るため、リアンがミラを殺したと言う噂を広める。侍従長は科学者からエキスを盗もうとするが、リアンが横取りして城から逃げる。親友のガージンは捕らえられる。オードンはリアンを探しに旅立つ。皇帝は科学者の片目を潰して罰する。ディートはポドリン族のハップと道連れになる。ブレアは図書館で見つけた記号の謎を解くため、シファ・クランの長老カディアに会うが彼の記憶を消してしまう。 |                                                           |                |                                  |               |
| 3 | "かつて砕け分かたれしもの" "What Was Sundered and Undone" | ルイ・レテリエ | Vivian Lee                       | 2019年8月30日 |
| ブレアは罰としてポドリン族への奉仕を命じられるが逃げ、母の最も輝ける宝石を盗んでカディアの弟子オニカに会う。宝石は実はクランの象徴である蝶ユナモスの蛹であり、ユナモスは飛び立ってブレアを秘密の部屋に導く。ディートはストーンウッド・クランの本拠ストーン・イン・ザ・ウッドに着くが歓迎されず、ハップは捕らえられる。リアンも来てモードラ・ファラに謁見し父オードンに再会するが、記憶の共有を拒否されて逃げ、ディートに出会う。クリスタル城では、ガージンが侍従長に尋問される。オーグラが城に着き、クリスタルの異常を知る。 |                                                           |                |                                  |               |
| 4 | "試練の記憶" "The First Thing I Remember Is Fire"         | ルイ・レテリエ | Simon Racioppa & Richard Elliott | 2019年8月30日 |
| オーグラはトラの歌を探し、ミスティックの弓使い(ウル・ヴァ)に導かれる。ブレアは秘密の部屋でパズルを解き、石の怪物ロアを目覚めさせて守護者とし、"太陽の輪"に向かうよう言われる。城では皇帝が侍従長に代わって将軍を補佐とし、ガージンを尋問させる。侍従長は狩人(スケク・マル)を呼びリアンを追わせる。ディートはハップを救い出す。リアンはガージンの妹ナイア、カイラン、タヴラ、そして父オーダンと記憶を共有し真実を知らせる。狩人がリアンを追ってきてオーダンを倒し、リアンを捕える。 |                                                           |                |                                  |               |
| 5 | "全ての秘密を知っている" "She Knows All the Secrets"      | ルイ・レテリエ | Jeffrey Addiss & Will Matthews   | 2019年8月30日 |
| リアンは狩人から侍従長に引き渡され、ミラ殺しを認めるよう迫られるが、ガージンとナイアに救出される。ハラールのランドスライダーにも"闇の力"の病害が広がり、異変に気付いたオルモードラはブレアに連れられてロアに会う。スケクシスの将軍と司祭がハラールに徴兵に来る。ディートはハラールに来てセラドンに"闇の力"の話を語る。オーグラは、記憶の共有を行っていたリアン、ブレア、ディートやその仲間のゲルフリンたちを記憶の空間に呼び出し、トラを救うためスケクシスへの反乱を呼びかける。だがスケクシスに忠実なセラドンは拒否し、反乱を将軍に密告する。オルモードラは殺されてセラドンが後を継ぎ、ブレアやディートは拘束される。 |                                                           |                |                                  |               |
| 6 | "ゲルフリンの手で ..." "By Gelfling Hand ..."             | ルイ・レテリエ | Kari Drake                       | 2019年8月30日 |
| ブレアとディートを将軍と司祭が連れ去るが、リアンが車の前に立ちはだかる。追ってきたロアがブレアらを救出する。リアンは他のゲルフリンと記憶を共有して真相を広める。ブレア、リアン、ディートは"太陽の輪"に向かい、道中で死者を悼む儀式を執り行う。空飛ぶベヌにのるレキーアに出会ってクリスタル砂漠を超える。セラドンは新オルモードラになるために他の6つのクランのモードラを呼ぶが、シファ、ドゥーサン、スプライトンだけが支持して不和が広がる。侍従長はストーンウッド・クランの本拠ストーン・イン・ザ・ウッドで嘲りを受けて城に戻る。真相を知ったゲルフリンの護衛は反乱を起こしてタヴラとともに捕らえられ、一部はエキスにされる。 |                                                           |                |                                  |               |
| 7 | "行動を起こす時が来た" "Time to Make ... My Move"         | ルイ・レテリエ | Javier Grillo-Marxuach           | 2019年8月30日 |
| ブレア、リアン、ディート、ハップ、ロアは"太陽の輪"にたどり着き、待ちうけたスケクシスの征服者とミスティックのさまよい人に会って、使命を終えたロアは石に戻される。二人は人形劇でトラの歴史を語る。2000年前、惑星トラの外から来た18人のウルスケク族が宇宙のことをオーグラに教える代わりにクリスタルを委ねられるが、実験の失敗でスケクシス族とミスティック族に分かれたこと、ブレアの見た記号はゲルフリンの統合の象徴オーレイヤルであり、グロットの洞窟に隠された剣デュアル・グレイヴはゲルフリンを束ねてスケクシスを倒せることを教える。だがそこを狩人が襲い、自分の片割れである弓使いと戦った後、ブレアをさらって逃げる。皇帝と将軍はアラシムの集合体である"統治者"と交渉し、グロットの洞窟と引き換えにゲルフリンを倒すよう求める。皇帝は将軍に"闇の力"を見せる。ストーンウッド・クランがスケクシスとの戦いに備えるとき、将軍とアラシムが現れ、操られたタヴラの体からは多数の小さなアラシムが這い出てストーンウッドにとりついて操る。 |                                                           |                |                                  |               |
| 8 | "予言が全てじゃない" "Prophets Don't Know Everything"     | ルイ・レテリエ | Simon Racioppa & Richard Elliott | 2019年8月30日 |
| ストーンウッド・クランがとりつかれたのを見届けたオーグラはセラドンに自分の目を付け、自分に取りつこうとした小アラシムを味方にして城内をスパイする。城では、侍従長が将軍用のエキスをすり替えさせる。とりつかれたストーンウッドは城に来てエキスを吸われる。セラドンは城に来て犠牲を捧げる代わりに慈悲を求めるが拒否され捕らえられる。傷ついた狩人がブレアを城に連れてくる。リアンとディートは"トラの息吹"と呼ばれる洞穴を通ってグロットに行くが、小アラシムがグロッタン・クランにとりついている。二人は"闇の力"に感染したナーロックからアラシムを救い、アラシムの集合した"統治者"と話し合う。"統治者"はスケクシスに欺かれたことを悟り、ゲルフリンと同盟を結んでグロッタンを解放する。"闇の力"が及ぶ直前に、"聖なる木"が力をディートに与える。 |                                                           |                |                                  |               |
| 9 | "クリスタルが呼んでいる" "The Crystal Calls"              | ルイ・レテリエ | Margaret Dunlap                  | 2019年8月30日 |
| 皇帝はモードラ・ファラ、セラドン、ブレアらゲルフリンからエキスを吸って狩人を癒そうとする。オーグラが来て自分のエキスと引き換えにゲルフリンの解放を求める。皇帝は受け入れるが、解放後にゲルフリンを殺すよう将軍に命じる。自分を取り戻していたタヴラは将軍を傷つけるが、侍従長に重傷を負わされる。侍従長はエキスで将軍を癒して恩を売る。オーグラはエキスを吸われて消滅するが、狩人そして弓使いは死ぬ。ゲルフリンたちが城から逃げる途中でタヴラが死ぬ。侍従長は皇帝に、裏切ったアラシムとゲルフリンの代わりに忠実な軍を作るよう進言して信頼を取り戻す。狩人の死体は広間に飾られる。モードラ・アーゴットは杖に隠したデュアル・グレイヴの半分をリアンに渡し、リアンとディートはオードンが隠した残りの半分をストーン・イン・ザ・ウッドで取り戻して一体化させる。各所で上った青い炎を通じ、リアンは全グルフリンに蜂起を呼びかけ、スケクシス達もクリスタルを通じてこれを知る。                                                             |                                                           |                |                                  |               |
| 10 | "失われしクリスタルのかけら" "A Single Piece Was Lost"    | ルイ・レテリエ | Jeffrey Addiss & Will Matthews   | 2019年8月30日 |
| リアンとディートにモードラ・ファラやブレアらが合流し、スケクシスを待ち受ける。皇帝は科学者に新しい軍を作ることを命じ、スケクシスを率いてストーン・イン・ザ・ウッドに向かう。将軍はリアンに敗れ、恨む侍従長に密かに殺される。狩人は蘇りリアンを圧倒するが、"太陽の輪"での弓使いの自殺により永遠の死を迎え、狩人の肉体からオーグラが復活する。他のゲルフリンとアラシムが到着し、追い詰められた皇帝は"闇の力"を放つが、ディートは"聖なる木"の力で跳ね返す。徴税官は殺され、スケクシスは撤退する。ブレアは壊れたデュアル・グレイヴの柄にクリスタルの欠片を見つける。自らの力を恐れたディートは一人で去る。科学者は、刃向かったグルーナクの死骸とアラシムの死骸から、忠実で恐るべき兵士ガーシムを創作する。 |                                                           |                |                                  |               |

## 製作ドキュメンタリー
2019年8月31日には、シリーズの製作ドキュメンタリーである『ダーククリスタル: エイジ・オブ・レジスタンスの裏側』(The Crystal Calls Making the Dark Crystal: Age of Resistance)が配信されている。